# Sarah Danielle Madison
Pour les articles homonymes, voir Madison et Goldberg.
Sarah Goldberg, dite Sarah Danielle Madison, est une actrice américaine née le 6 septembre 1974 à Springfield et morte le 27 septembre 2014.

## Biographie

### Jeunesse, formation et débuts
Née Sarah Goldberg en 1974, elle est diplômée en 1992 de l'école latine de Chicago, qui est l'alma mater de Nancy Davis Reagan, puis elle obtient un baccalauréat en biologie du Amherst College en 1996.

### Carrière
Elles a déménagé à l'ouest, dans le but de poursuivre une carrière d'actrice, où elle y décroche un rôle dans Jurassic Park 3.
Elle est aussi connue pour son rôle récurrent de Dr Sarah Glass, l'épouse du Dr Matt Camden dans la série Sept à la maison.
Elle a également eu le rôle de Heather Labonte dans Amy. Elle joue également la mère de Liam dans la série 90210 Beverly Hills : Nouvelle Génération.
Elle a tenu un rôle secondaire dans Le Grand Mal, épisode 12, saison 5, de la série Dr House, sorti en France le 16 mars 2010 sur TF1.

### Décès
Alors âgée de 40 ans, son corps est retrouvé sans vie, le 27 septembre 2014, dans le chalet de ses parents dans le Wisconsin, son ordinateur sur les genoux. La première autopsie n'a rien dévoilé de suspect mais un problème cardiaque est fortement suspecté. « Elle est partie se reposer et ne s'est pas réveillée », a confié sa mère Judy.